# Joxåsen
Joxåsen var till 2000 och från 2023 en småort i Bergs kommun strax söder om Oviken Den definierades och avgränsades 1990s av SCB av delar av byarna Botåsen och Gärde i Ovikens socken och blev namnsatt till Joxåsen (del av Botåsen och del av Gärde) . Invånarna uppgick år 2000 till 53 i antalet. Från 2005 understeg antalet 50 och småorten avregistrerades. Vid avgränsningen 2023 uppfylldes åter kraven för småort